# Віктор фон Шведлер
Віктор фон Шведлер (нім. Viktor von Schwedler; нар. 18 січня 1885, Занкт-Гоарсгаузен, Рейнська провінція — пом. 30 жовтня 1954, Фрайбург) — німецький воєначальник часів Третього Рейху, генерал від інфантерії Вермахту (1938). Кавалер Лицарського хреста (1940). Учасник Першої та Другої світових війн.

## Біографія
Військова кар'єра
- 27 лютого 1904 — фенріх
- 27 січня 1905 — лейтенант
- 19 червня 1912 — оберлейтенант
- 28 листопада 1914 — гауптман
- 1 квітня 1924 — майор
- 1 лютого 1929 — оберстлейтенант
- 1 лютого 1932 — оберст
- 1 жовтня 1934 — генерал-майор
- 1 жовтня 1936 — генерал-лейтенант
- 1 лютого 1938 — генерал від інфантерії

Леопольд Томас Александр Віктор фон Шведлер народився 18 січня 1885 року в місті Занкт-Гоарсгаузен у Рейнській провінції. 27 лютого 1904 року вступив на військову службу фенріхом до 1-го Магдебурзького піхотного полку «Фюрста Леопольда фон Ангальт-Дессау» прусської армії. 27 січня 1905 року отримав перше офіцерське звання лейтенант.
З початком Першої світової війни на Західному фронті, бився на Марні, згодом на Східному та знову на Західному фронті. За бойові заслуги в боях нагороджений орденами та медалями.
Після завершення воєнних дій залишився в лавах рейхсверу, служив офіцером Генерального штабу в 3-ій кавалерійській дивізії в Касселі. Потім займав різні штабні та командні посади.
1 лютого 1931 року В.фон Шведлер став начальником штабу 3-ї дивізії рейхсверу, а через рік отримав військове звання оберст. З жовтня 1933 продовжив службу в рейхсміністерстві рейхсверу. 4 лютого 1938 року після скандалу Бломберга-Фріча його призначили командиром IV корпусного округу з присвоєнням військового звання генерал від інфантерії. Одночасно він очолив IV армійський корпус у Дрездені.
З початком Другої світової війни командував 4-м корпусом у Польській, Французькій кампаніях. 29 червня 1940 року за вміле керівництво військами нагороджений Лицарським хрестом Залізного хреста.
За часів німецько-радянської війни командував військами корпусу в ході операції «Барбаросса», бився під Києвом, Уманню. Літом 1942 року воював на південному фланзі фронту, участь в операціях «Блау», «Фішрайер», керував боями під Сталінградом.
У жовтні 1942 року за недоліки в управлінні армійським корпусом був відсторонений від командування формуванням на генерала інженерних військ Е. Єнеке та виведений до резерву фюрера. 1 березня 1943 року призначений командувачем 4-го військового округу в Дрездені, яким керував раніше. 31 січня 1945 року знятий з посади командувача округом, але в лютому того ж року брав активну участь у ліквідації наслідків бомбардування союзниками Дрездена.

## Нагороди
- Залізний хрест 2-го і 1-го класу
- Королівський орден дому Гогенцоллернів, лицарський хрест з мечами
- Медаль «За відвагу» (Гессен)
- Хрест «За військові заслуги» (Австро-Угорщина) 3-го класу з військовою відзнакою
- Почесний хрест (Ройсс) 3-го класу з мечами і короною
- Нагрудний знак «За поранення» в чорному
- Сілезький Орел 2-го і 1-го ступеня
- Орден Святого Йоанна (Бранденбург), лицар справедливості
- Почесний хрест ветерана війни з мечами
- Медаль «За вислугу років у Вермахті» 4-го, 3-го, 2-го і 1-го класу (25 років)
- Медаль «У пам'ять 13 березня 1938 року»
- Медаль «У пам'ять 1 жовтня 1938»
- Медаль «У пам'ять 22 березня 1939 року»
- Застібка до Залізного хреста 2-го і 1-го класу
- Лицарський хрест Залізного хреста (29 червня 1940)